# Honda NSR 250R
L'Honda NSR 250R è una motocicletta stradale sportiva di piccola cilindrata prodotta dalla casa motociclistica giapponese Honda dal 1987 al 1999 e facente parte della serie denominata NSR.
Caratteristica comune a tutto il periodo di produzione era il motore bicilindrico 2 tempi con architettura V2 di 90°. 
Erede dalla NS250R MC11, è stata prodotta in quattro generazioni distinte chiamate MC16, MC18, MC21 e MC28, tutte dotate di propulsori con valvola lamellare raffreddati a liquido che incorporano il sistema "Honda RC-Valve" e le canne dei cilindri rivestite di nikasil-zolfo.
Le NSR stradali sono state derivate dalla serie di motociclette da corsa Honda RS 250 R (nota anche come NSR250), sebbene non condividessero componenti meccaniche.

## Descrizione e storia

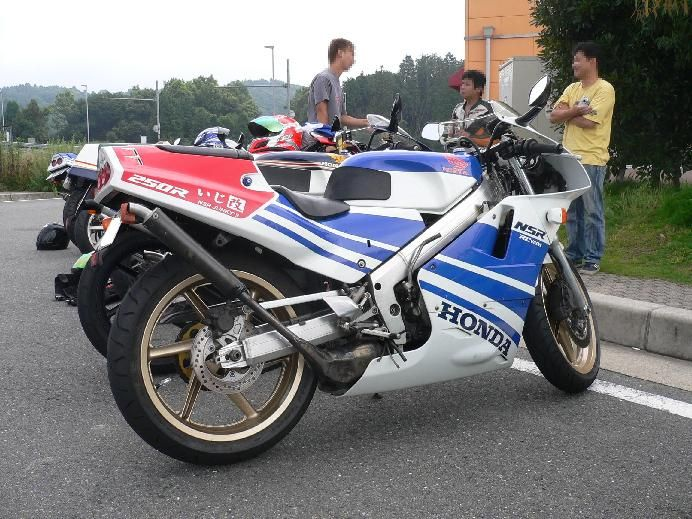
Honda NSR 250 R del 1989

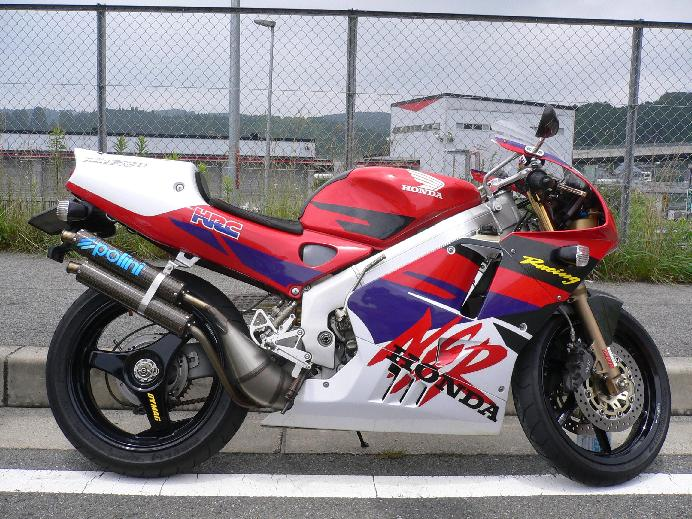
Honda NSR 250 R 1996 (MC28-SP)

Presentata il 12 settembre 1986, l'Honda NSR 250 R sostituisce nel 1987 il modello precedente (NS 250) che risultava datato ed è stato il primo modello introdotto della serie "NSR".
Presentava le carenature replica fedeli di quelle dei piloti del motomondiale, le ruote erano a tre razze, mentre il motore era quello della NSR 500 tagliato della metà.
Già nel secondo anno di produzione si passò alla seconda serie che fu molto rivista nel sistema elettrico e nelle sospensioni, le ruote divennero a sei raggi e carburatori elettronici, mentre meccanicamente si adottò un'espansione con spilli più lunghi e silenziatori alti, le carenature adoperano lo stesso stile, ma diventano più taglienti, mentre si ridusse di dimensioni il faro anteriore e adottati pneumatici maggiorati.
L'anno successivo 1989 venne ulteriormente aggiornata questa serie, con il freno posteriore oscillante tramite un'asta che lo collega al telaio il quale è stato per l'appunto leggermente rivisto con un foro extra, inoltre i silenziatori ora molto più alti, con spilli dell'espansione molto più lunghi.
Nel quarto anno di produzione (1990) il modello venne nuovamente aggiornando, passando alla terza serie, con silenziatori più in linea con l'espansione che adesso aveva un andamento più rettilineo, grazie ad un forcellone a banana (tipico dei due tempi) e al nuovo telaio, sistema di aspirazione aggiornato, carenatura aggiornata, con qualche piccola feritoia nella parte bassa e un nuovo faro.
Dal 1991 fu aggiunta una versione completamente accessoriata rispetto al modello "R" (NSR 250 R), il modello NSR 250 SE.
Nel 1994 la moto venne quasi stravolta con la nuova serie, dato che venne modificata in quasi tutti i punti, carrozzeria più coprente e sinuosa, anche se molto simile a quella precedente, nuovo sistema d'aspirazione, nuova sospensione posteriore a monobraccio, ruote da 17 sia all'anteriore che al posteriore e pneumatici migliori.
Negli ultimi anni 1995 fino al 1996, la moto fu venduta solo nella versione più accessoriata (versione "SE"), ma venne arrestata la produzione perché incominciò a esserci un calo d'interesse verso queste cilindrate sportive stradali e le restrizioni normative divennero troppo opprimenti.
Questa moto si confrontò sul mercato con altri modelli di varie case motociclistiche come la Yamaha con la TZR, la Suzuki con l'RGV Gamma e RGV R e l'Aprilia con l'RS.